# Machilus pomifera
Machilus pomifera là loài thực vật có hoa trong họ Nguyệt quế. Loài này được (Kosterm.) S.K. Lee miêu tả khoa học đầu tiên năm 1963.